# Почезерье
Почезерье — деревня в Пинежском районе Архангельской области. Входит в состав Пинежского сельского поселения.

## География
Деревня находится в восточной части Архангельской области, на расстоянии примерно 57 км (по прямой) к северо-западу от села Карпогоры, административного центра района.

### Часовой пояс
Деревня Почезерье, как и вся Архангельская область, находится в часовой зоне МСК (московское время). Смещение применяемого времени относительно UTC составляет +3:00.

## Население
| 2002 | 2010 | 2012 |
| ---- | ---- | ---- |
| 13   | ↘5   | ↘1   |

### Национальный состав
Согласно результатам переписи 2002 года, в национальной структуре населения русские составляли 100 % из 10 чел.

## Известные уроженцы
- Кротов, Михаил Иванович (1916—2006) — советский военнослужащий, старшина, Герой Советского Союза.